# New York ballade
Pour plus de détails, voir Fiche technique et Distribution.
New York ballade est un  film documentaire français de court métrage réalisé par François Reichenbach, sorti en 1955.

## Synopsis
Scènes pittoresques de la vie quotidienne à New York au printemps.

## Fiche technique
- Titre : New York ballade
- Réalisateur : François Reichenbach
- Scénario : François Reichenbach
- Commentaire : Jacques Doniol-Valcroze, dit par Jean Desailly
- Photographie : François Reichenbach
- Musique : Philippe-Gérard et Jean Wiener
- Montage : Renée Lichtig
- Production : Les Films de la Pléiade
- Pays :  France
- Genre : Court métrage documentaire
- Durée : 18 minutes
- Date de sortie : 1955
- Visa d'exploitation : n° 16332